# Sciara modesta
Sciara modesta är en tvåvingeart som beskrevs av Johannes Winnertz 1867. I den svenska databasen Dyntaxa används istället namnet Sciara mendax. Sciara modesta ingår i släktet Sciara och familjen sorgmyggor.
Artens utbredningsområde är Nederländerna. Arten är reproducerande i Sverige. Inga underarter finns listade i Catalogue of Life.